# Puerto Gallo Campamento
Puerto Gallo Campamento är en ort i Mexiko.   Den ligger i kommunen General Heliodoro Castillo och delstaten Guerrero, i den södra delen av landet, 240 km sydväst om huvudstaden Mexico City. Puerto Gallo Campamento ligger 2 582 meter över havet och antalet invånare är 181.
Terrängen runt Puerto Gallo Campamento är mycket bergig. Runt Puerto Gallo Campamento är det ganska tätbefolkat, med 52 invånare per kvadratkilometer. Närmaste större samhälle är Campo Morado, 11,8 km norr om Puerto Gallo Campamento. I omgivningarna runt Puerto Gallo Campamento växer i huvudsak blandskog.